# Baramati
Baramati es una ciudad y  municipio situada en el distrito de Pune en el estado de Maharashtra (India). Su población es de 54415 habitantes (2011). Se encuentra a 98 km de Pune.

## Demografía
Según el censo de 2011 la población de Baramati era de 54415 habitantes, de los cuales 27643 eran hombres y 27672 eran mujeres. Baramati tiene una tasa media de alfabetización del 90,32%, superior a la media estatal del 82,34%: la alfabetización masculina es del 94,24%, y la alfabetización femenina del 86,32%.

## Clima
| Parámetros climáticos promedio de Baramati (1981–2020, extremes 1954–1993) | Parámetros climáticos promedio de Baramati (1981–2020, extremes 1954–1993) | Parámetros climáticos promedio de Baramati (1981–2020, extremes 1954–1993) | Parámetros climáticos promedio de Baramati (1981–2020, extremes 1954–1993) | Parámetros climáticos promedio de Baramati (1981–2020, extremes 1954–1993) | Parámetros climáticos promedio de Baramati (1981–2020, extremes 1954–1993) | Parámetros climáticos promedio de Baramati (1981–2020, extremes 1954–1993) | Parámetros climáticos promedio de Baramati (1981–2020, extremes 1954–1993) | Parámetros climáticos promedio de Baramati (1981–2020, extremes 1954–1993) | Parámetros climáticos promedio de Baramati (1981–2020, extremes 1954–1993) | Parámetros climáticos promedio de Baramati (1981–2020, extremes 1954–1993) | Parámetros climáticos promedio de Baramati (1981–2020, extremes 1954–1993) | Parámetros climáticos promedio de Baramati (1981–2020, extremes 1954–1993) | Parámetros climáticos promedio de Baramati (1981–2020, extremes 1954–1993) |
| Mes                                                                        | Ene.                                                                       | Feb.                                                                       | Mar.                                                                       | Abr.                                                                       | May.                                                                       | Jun.                                                                       | Jul.                                                                       | Ago.                                                                       | Sep.                                                                       | Oct.                                                                       | Nov.                                                                       | Dic.                                                                       | Anual                                                                      |
| -------------------------------------------------------------------------- | -------------------------------------------------------------------------- | -------------------------------------------------------------------------- | -------------------------------------------------------------------------- | -------------------------------------------------------------------------- | -------------------------------------------------------------------------- | -------------------------------------------------------------------------- | -------------------------------------------------------------------------- | -------------------------------------------------------------------------- | -------------------------------------------------------------------------- | -------------------------------------------------------------------------- | -------------------------------------------------------------------------- | -------------------------------------------------------------------------- | -------------------------------------------------------------------------- |
| Temp. máx. abs. (°C)                                                       | 34.8                                                                       | 38.4                                                                       | 41.0                                                                       | 43.6                                                                       | 43.8                                                                       | 42.4                                                                       | 36.7                                                                       | 38.6                                                                       | 39.0                                                                       | 39.8                                                                       | 36.8                                                                       | 34.6                                                                       | 43.8                                                                       |
| Temp. máx. media (°C)                                                      | 30.0                                                                       | 32.6                                                                       | 35.9                                                                       | 38.6                                                                       | 38.8                                                                       | 32.8                                                                       | 30.0                                                                       | 29.2                                                                       | 30.7                                                                       | 31.7                                                                       | 30.1                                                                       | 28.6                                                                       | 32.4                                                                       |
| Temp. mín. media (°C)                                                      | 13.5                                                                       | 14.6                                                                       | 18.5                                                                       | 21.7                                                                       | 23.3                                                                       | 23.0                                                                       | 22.1                                                                       | 21.7                                                                       | 21.2                                                                       | 19.9                                                                       | 16.3                                                                       | 13.0                                                                       | 19.1                                                                       |
| Temp. mín. abs. (°C)                                                       | 5.4                                                                        | 6.3                                                                        | 9.6                                                                        | 13.3                                                                       | 15.8                                                                       | 15.8                                                                       | 14.0                                                                       | 17.7                                                                       | 16.8                                                                       | 12.7                                                                       | 8.8                                                                        | 5.0                                                                        | 5.0                                                                        |
| Lluvias (mm)                                                               | 0.6                                                                        | 1.2                                                                        | 2.3                                                                        | 3.5                                                                        | 19.5                                                                       | 88.8                                                                       | 69.3                                                                       | 46.2                                                                       | 168.9                                                                      | 103.4                                                                      | 13.8                                                                       | 13.5                                                                       | 531.0                                                                      |
| Días de lluvias (≥ 1 mm)                                                   | 0.1                                                                        | 0.2                                                                        | 0.4                                                                        | 0.4                                                                        | 1.9                                                                        | 5.5                                                                        | 5.2                                                                        | 3.7                                                                        | 8.2                                                                        | 4.2                                                                        | 0.9                                                                        | 0.7                                                                        | 31.4                                                                       |
| Humedad relativa (%)                                                       | 31                                                                         | 21                                                                         | 18                                                                         | 17                                                                         | 24                                                                         | 52                                                                         | 62                                                                         | 63                                                                         | 59                                                                         | 44                                                                         | 38                                                                         | 38                                                                         | 39                                                                         |
| Fuente: India Meteorological Department                                    |                                                                            |                                                                            |                                                                            |                                                                            |                                                                            |                                                                            |                                                                            |                                                                            |                                                                            |                                                                            |                                                                            |                                                                            |                                                                            |